# Ede Zeilinga

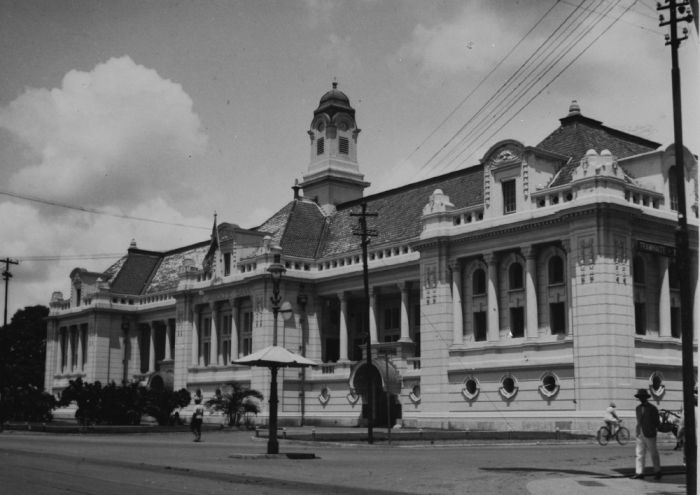
Kantoor te Batavia van de Javasche Bank (1920-1940)

Ede Abraham Zeilinga (Amsterdam, 16 november 1864 – Meran, 21 oktober 1933) was een Nederlands bankier en bankdirecteur.
Zeilinga werd in 1864 in de Nederlandse hoofdstad Amsterdam geboren als een zoon van de kapitein Abraham Ede Zeilinga en Georgetta Fredirika Nienhuys. In 1912 volgde hij de oud-directeur van De Nederlandsche Bank Gerard Vissering op als president van de Javasche Bank. Deze positie vervulde hij tot 1924.
Zeilinga was getrouwd met Elisabeth Knoops. En samen kregen ze drie kinderen. Hij overleed op 68-jarige leeftijd in Italië. 